# Moerbeke
Moerbeke ist ein belgischer Ort in der niederländischsprachigen Provinz Ostflandern. Bis Ende 2024 war Moerbeke eine eigenständige Gemeinde mit zuletzt 6685 Einwohnern auf 37,80 km² (Stand 1. Januar 2022). Am 1. Januar 2025 wurde die Gemeinde mit der Nachbargemeinde Lokeren zusammengeschlossen.